# Meyercrones Stiftelse
Meyercrones Stiftelse er en historisk bygning, der ligger umiddelbart nord for Roskilde Domkirke i Roskilde.
Bygningen blev overtaget af Roskilde Domsogns Menighedsråd i 1991.
Den blev fredet i 1978.

## Historie
Meyercrones Stiftelse blev grundlagt af Henning de Meyercrones enke, der var datter af Roskildes borgmester Herman Schrøder. Da hendes mand døde købte hun en ejendom med et lille hus lige nord for Roskilde Domkirke af hendes mor Eva Schrøder, der var kendt som Kantorhaven, hvor domkirkens kantor havde boet. Huset, der var fra begyndelsen af 1700-tallet blev ombygget til to boliger for enker fra middelklassen. Christiane Meyercrone drev ejendommen indtil sin død i 1738, og grundlagde Meyercrones Stiftelse i sit testamente.
Hendes niece, datter af Henning Meyercrones bror Bent Meyer og Christine Meyercrones søster Maria Schrøder, blev nye ledere af organisationen.
Den lille bygning fra begyndelsen af 1700-tallet blev i 1933 erstattet med en større bygning. Meyercrones Stiftelse blev senere slået sammen med Duebrødre Kloster. Den gamle bygning blev i 1832 erstattet med en ny og større der indeholdt fire lejligheder.